# Matias Koski
Matias Koski (n. Hämeenlinna, 18 de mayo de 1994) es un nadador de estilo libre finlandés.

## Biografía
Hizo su primera aparición en los Juegos Olímpicos de Londres 2012, nadando en la prueba de 200 m libre. Nadó en la segunda serie, y quedó primero de la misma con un tiempo de 1:49.84, insuficiente para pasar a las semifinales al quedar en la posición 31 en el sumario total. Corrió la misma suerte en la prueba de 400 metros libre y en la de 1500 metros, quedando sin disputar ninguna semifinal.